# 경주 (스포츠)

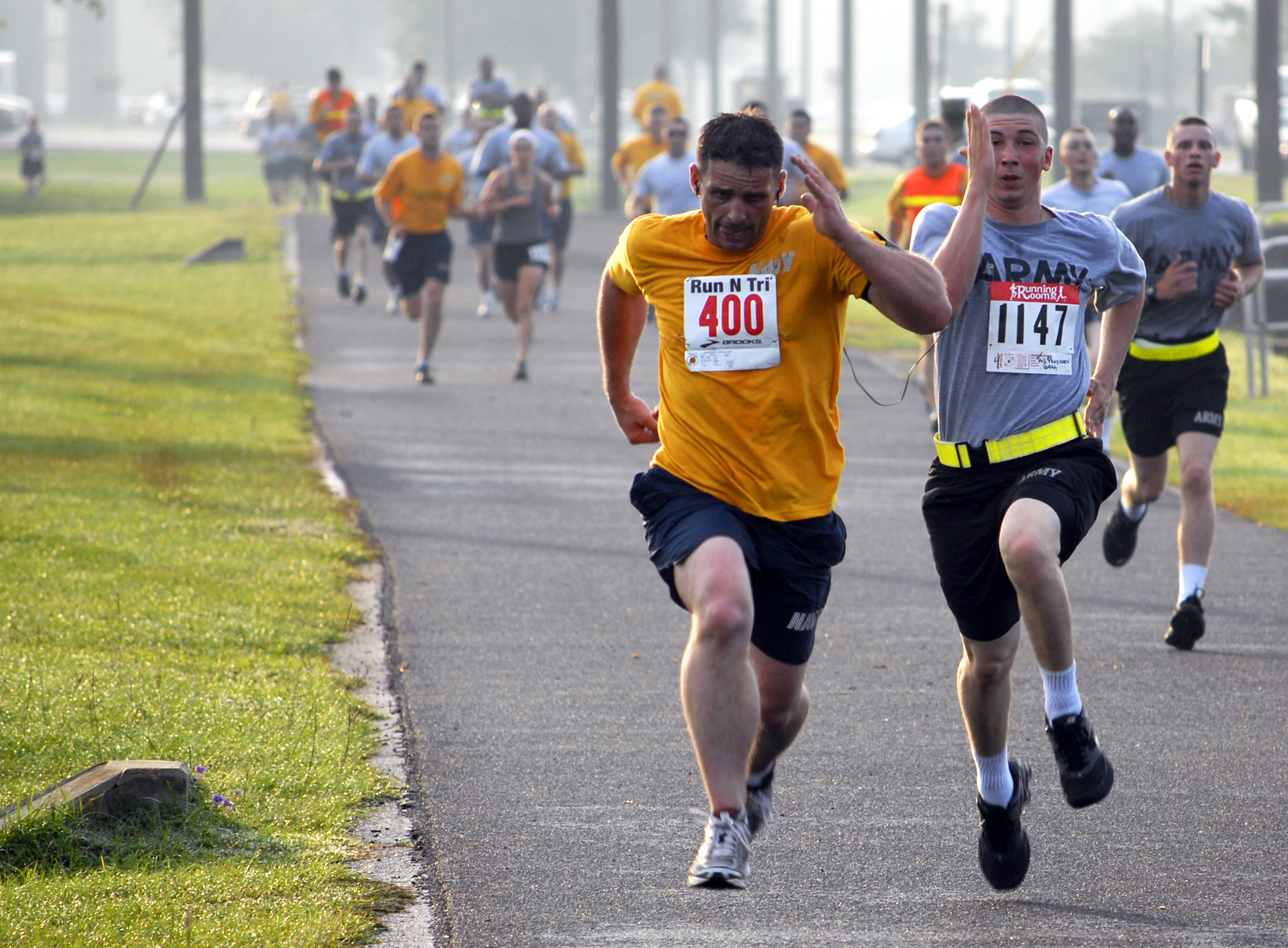
두 남성이 5킬로미터 도로 달리기 대회에서 달리기를 하고 있다.

경주(競走)는 사람이나 동물이나 일정한 거리를 달리는 속도 경쟁이다. 레이스(race), 레이싱(racing)이라고도 한다. 인간이 발로하는 경주는 육상이며, 자동차나 오토바이를 이용하는 것은 모터 스포츠이다.
스포츠에서 경주는 경쟁자가 최단 시간 내에 주어진 작업을 완료하려고 노력하는 속도 경쟁이다. 일반적으로 여기에는 일정 거리를 이동하는 것이 포함되지만 특정 목표에 도달하기 위한 속도와 관련된 다른 작업도 포함될 수 있다.
경주는 결승점까지 계속해서 달릴 수도 있고 예선, 스테이지(stage) 또는 레그(leg)라고 불리는 여러 부분으로 구성될 수도 있다. 히트는 일반적으로 동일한 코스에서 서로 다른 시간에 진행된다. 스테이지는 훨씬 긴 코스나 타임 트라이얼의 짧은 섹션이다.
경주에 대한 초기 기록은 고대 그리스의 도자기에 분명하게 나타나 있는데, 이 도자기에는 1위를 위해 경쟁하는 달리는 사람들이 그려져 있다. 전차 경주는 호머의 일리아드에 묘사되어 있다.

## 종류
- 자동차 경주
- 오토바이 경주
- 마라톤
- 육상

## 같이 보기
- 스포츠
- 도박
- 핵 군비 경쟁
- 우주 경쟁